# سلويسهاوس
سلويسهاوس  Sluishuis (تعني بالهولندية "منزل السد ") هو مبنى سكني في IJburg ، وهو حي على الجزر الاصطناعية في أمستردام ، هولندا. تم تصميم المبنى  الذي تم افتتاحه في 13 يوليو 2022   من الشركة الهندسية  Bjarke Ingels Group ، وهي شركة معمارية مقرها في كوبنهاغن ومدينة نيويورك ، بالتعاون مع شركة باركود  أرشتكتس Barcode  Architects في روتردام .

## الأصل والبناء
في أوائل عام 2016   أجرت مدينة أمستردام مسابقة لمبنى "تعريف صورة " تميز مديمن  هارينغبويسديجك ، عند مدخل Steigereiland  على الناحية المقابلة لمنازل المهندس المعماري الهولندي Marlies Rohmer [marlies rohmer] . كان الاقتراح لمبنى سكني لا يقل عن 35,000 متر مربع (380,000 قدم2) ، مع مساحة لمنازل العوامات . 
جاء التصميم الفائز من تعاون بين شركتين للهندسة المعمارية: Bjarke Ingels Group (BIG) ، وشركة المهندس المعماري الدنماركي Bjarke Ingels ومقرها في كوبنهاغن ومدينة نيويورك ، وشركة Barcode Architects ومقرها روتردام. قاموا بتصميم  مبنى  بارتفاع 52-متر (171 قدم)  ذو واجهات منحنية بزاوية وفتحة كبيرة في المقدمة ، يمكن للقوارب المرور من خلالها.  كما تم تصميم ممر للناس حول المبنى. استخدمت مجموعة BIG في السابق شكل كتلة البناء المغلقة حيث يتم "رفع" الزوايا  لمبنى VIA 57 West في مانهاتن  بالولايات المتحدة.
الشكل غير المعتاد للمبنى يعني تحديات بناء كبيرة. قرر المهندس الإنشائي ، مجموعة البناء BESIX ومقرها بروكسل ، بناء "عمودين فقريين" على شكل جدران خرسانية بسمك  0.5-متر (1 قدم 8 بوصة)   بحيث يتم تعليق الوحدات السكنية عليها .  أثناء البناء ، تم استخدام جزيرة مستصلحة مؤقتة.  الركائز - وهي عناصر هيكلية عمودية للأساس العميق للمبنى - تم زرعها عميقا  60 متر (200 قدم) تحت  الأرض.  كان الجزء الخارجي من المبنى مغطى بصفائح الألمنيوم . 
بدأ البناء في 18 ديسمبر 2018  .  كان من المقرر  افتتاح المبنى في أوائل عام 2022  ولكن تم افتتاحه في 13 يوليو 2022. 

## الاستخدام والبيئة

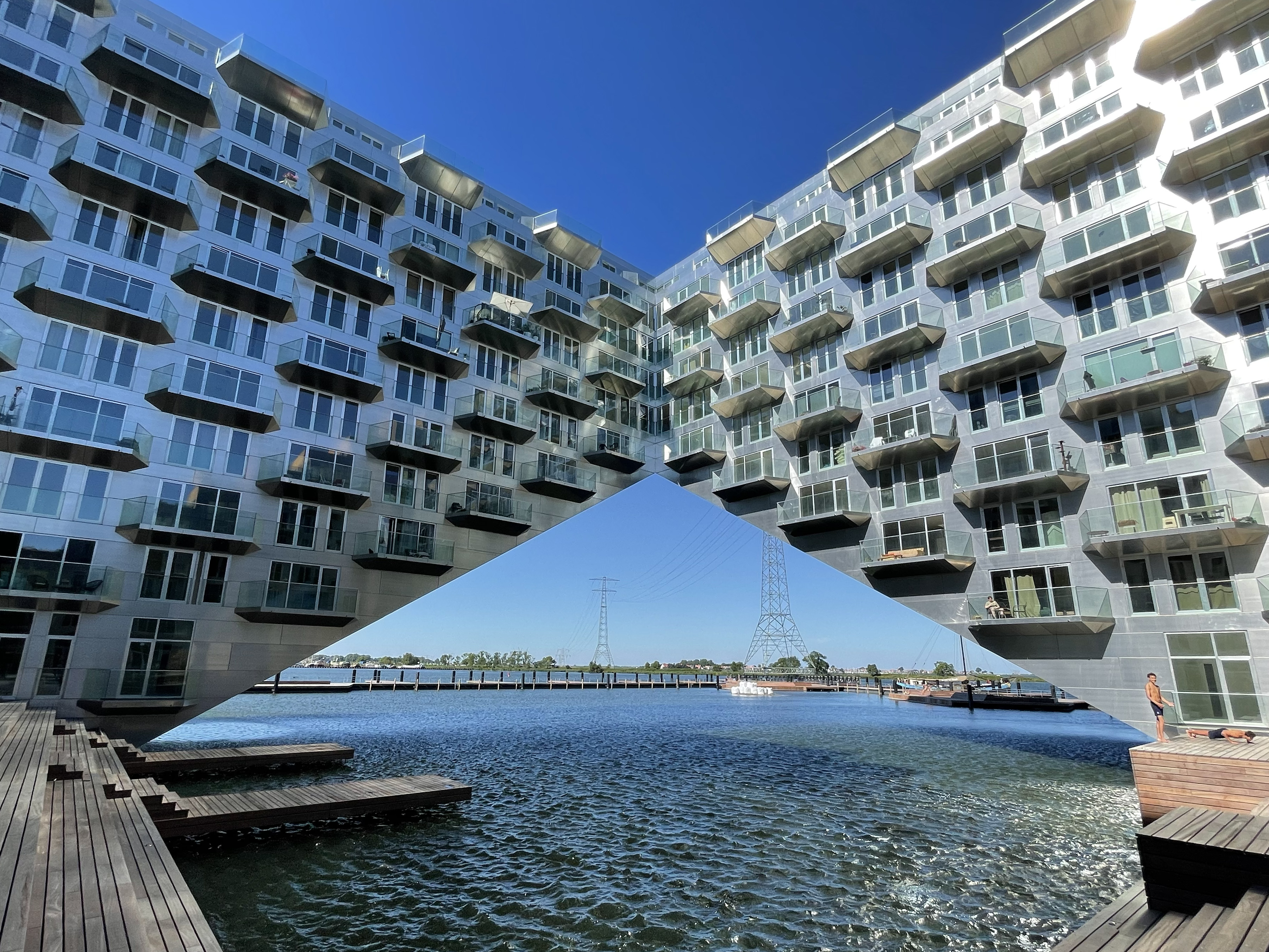
يحتوي فناء Sluishuis على رصيف يمكن للجمهور الوصول إليه ، حيث يمكن للقوارب أيضا أن ترسو عليه.

يحتوي سلويسهاوس  على 442   وحدة سكنية.  منهم 369 وحدة  ، معظمهم في الجزء الأوسط  للإيجار والباقي معروض للبيع.  وتتراوح مساحة الوحدات السكنية بين  40 إلى 180 متراً مربعاً.  يوجد حول المبنى بأكمله رصيف مراكب صغيرة يمكن الوصول إليه بشكل عام ، كما  توجد مساحة لـ 34 من البيتوت العائمة  .  وتم بناء سلويسهاوس  فوق مياه إيج  ، مما يسمح للقوارب بالرسو على  رصيف المجمع. الشكل غير المعتاد يجعل المبنى يبدو وكأنه يطفو فوق الماء. 
واجهة المبنى تتميز بدرجين يؤديان إلى  الشرفات المؤدية إلى السطح ، حيث يوجد ممر للناس وشرفة مطلة  على المدينة. يتم إدارة أي دخول عام إلى المبنى من قبل اتحاد ملاك العقارات في المبنى.  وقد اشترطت بلدية  مدينة أمستردام بأن الدرج يجب أن يكون مفتوحًا لعامة الناس لمدة 80 يومًا على الأقل في السنة. 
السلويسهاوس  هو مبنى مستدام  الطاقة ، ذو فاعلية أداء الطاقة بمعيار   (EPC)  0.00.  تم تركيب الألواح الشمسية  والمجمعات الحرارية الشمسية  على السطح. توفر الألواح الشمسية الطاقة لإضاءة مصابيح LED والتدفئة والتهوية وتكييف الهواء في المجمع.  يحتوي المبنى على نظام ضخ حراري ونوافذه مزودة بزجاج ثلاثي العزل . 

## معرض الصور

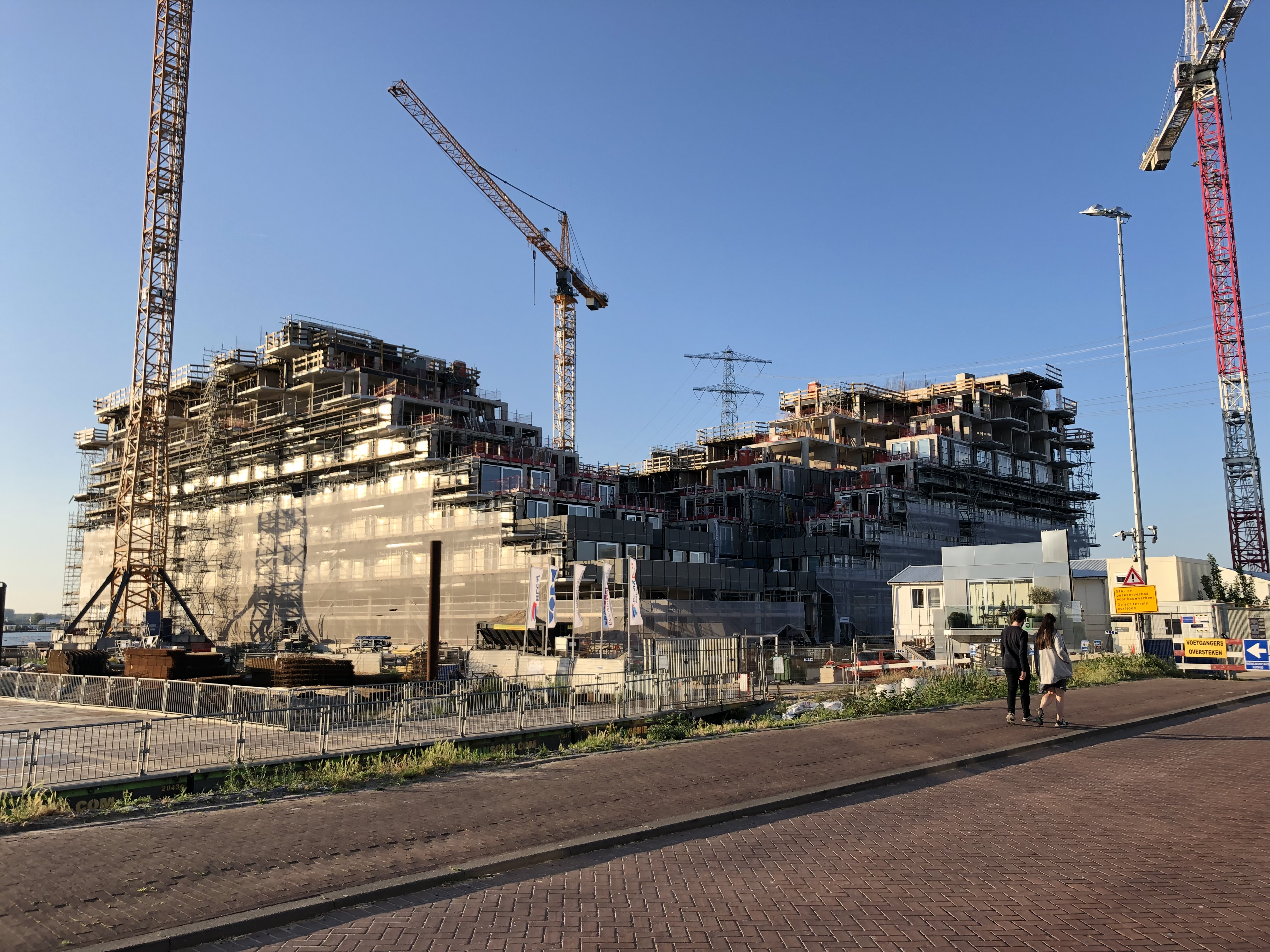
Construction of the Sluishuis in 2021
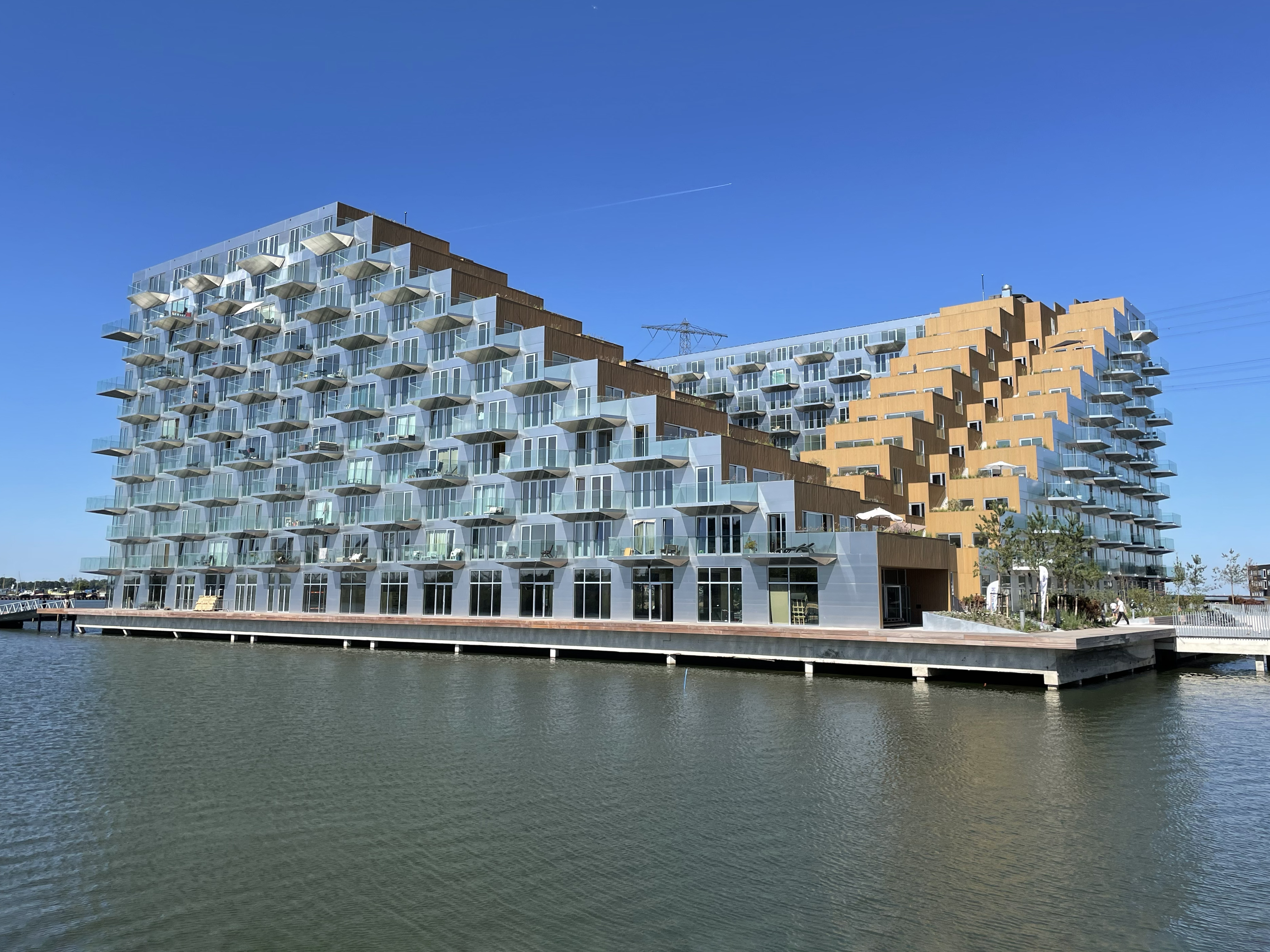
The Sluishuis seen from the IJburglaan [ijburglaan]; the stairs leading from the terraces to the roof are visible.
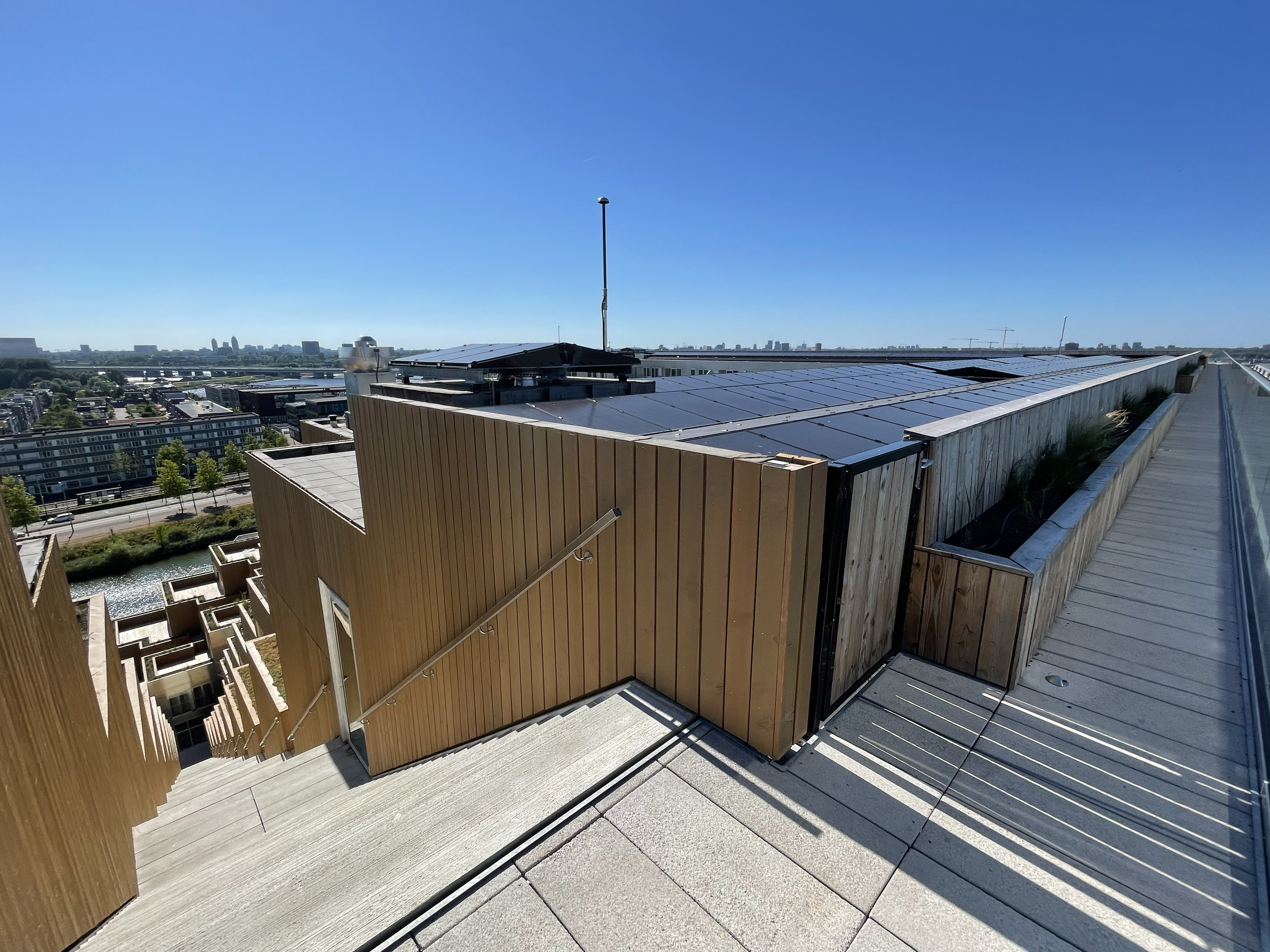
Walkway on the roof; solar panels are visible.
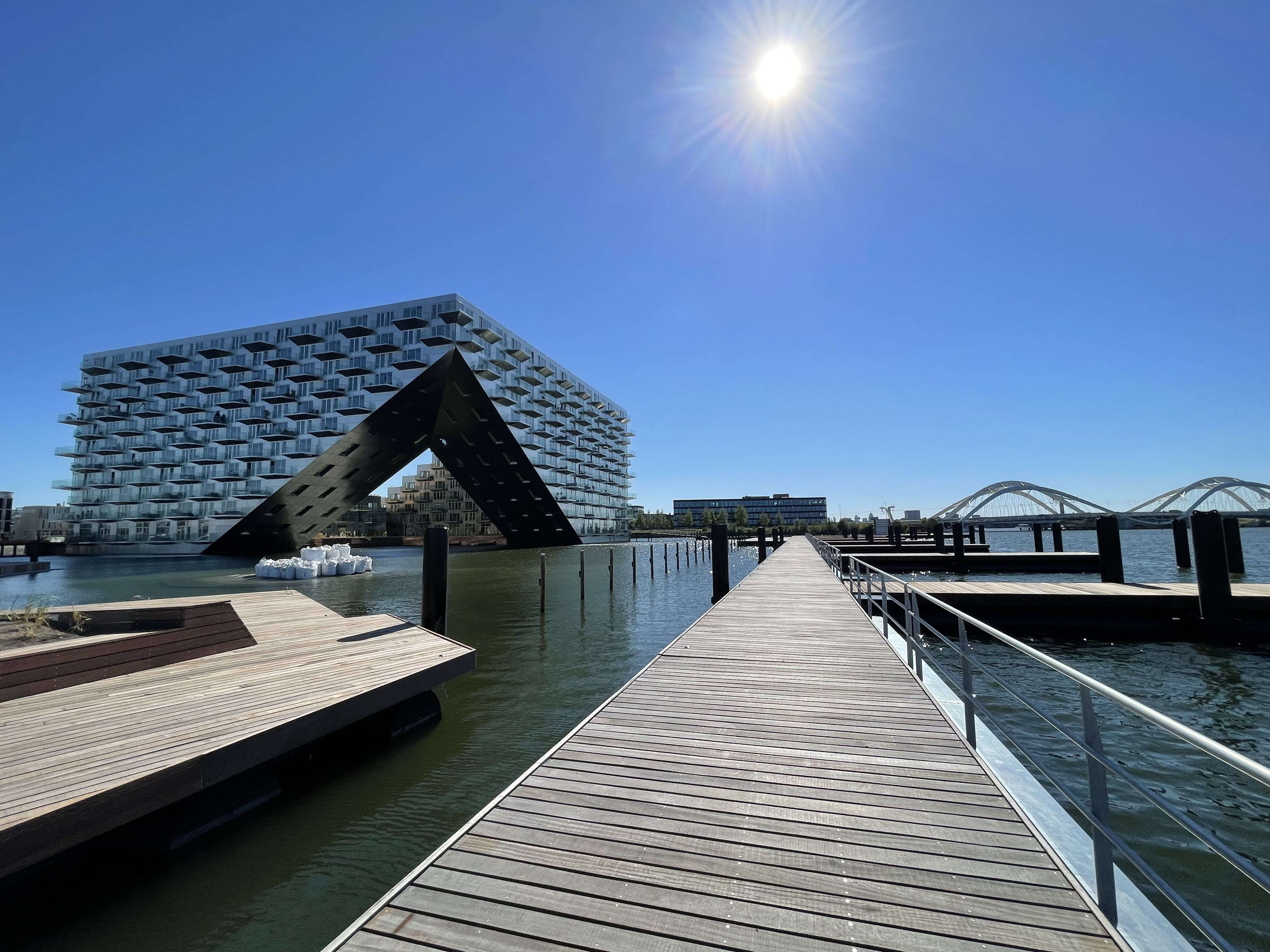
The Sluishuis (left) seen from the publicly accessible jetty, with the Enneüs Heerma Bridge (right)
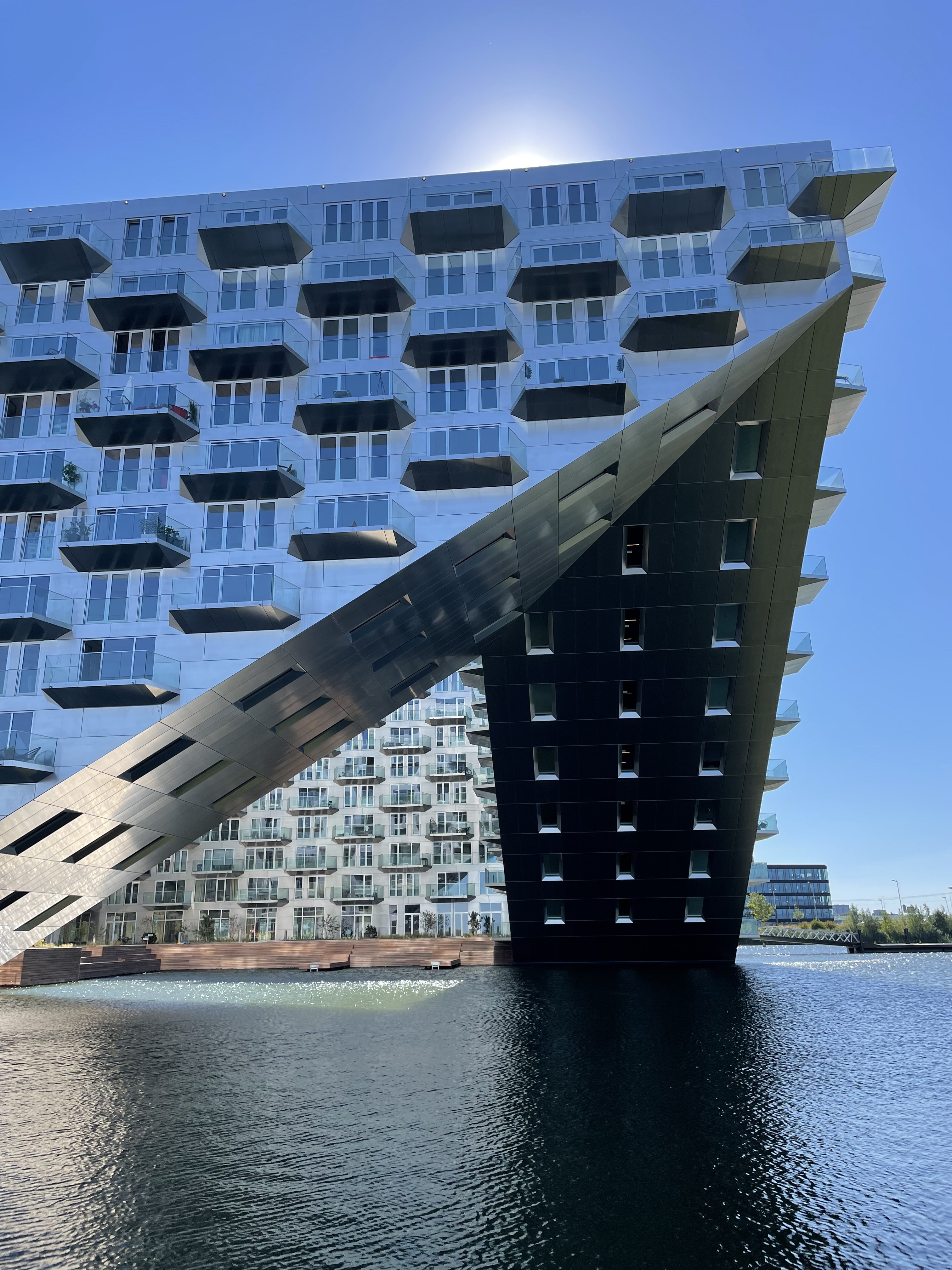
Closer look at the angled end